# 벚꽃 엔딩
〈벚꽃 엔딩〉은 대한민국의 인디 밴드 버스커 버스커의 노래이다. 버스커 버스커의 첫 정규 앨범인 버스커 버스커 1집의 수록곡이자 타이틀곡으로, 버스커 버스커의 멤버인 장범준이 작사, 작곡한 곡이다. 2012년 3월 29일에 엠넷미디어를 통해 발매된 직후, 각종 음원 차트의 1위를 휩쓸었으며 연말에 각종 시상식의 상을 수상하였다. 또한 벚꽃 엔딩은 매년 봄마다 음원 차트에 재진입하는 것으로 유명한데, 그로 인해 '벚꽃 좀비'나 '벚꽃 연금'이라는 별명으로도 불리기도 한다.

## 발매 과정
인디 밴드였던 버스커 버스커는 2011년에 방영된 엠넷의 《슈퍼스타K 3》를 통해 대중적인 인기도를 얻게 되었고 그 결과 준우승을 차지하였다. 프로그램 종영 직후, 버스커 버스커는 엠넷의 자회사인 CJ E&M 뮤직과 전속계약을 맺고 데뷔 앨범을 준비하게 되었다. 버스커 버스커의 데뷔 앨범인 버스커 버스커 1집에 수록된 벚꽃 엔딩은 앨범의 타이틀곡으로, 2012년 3월 29일에 발매되었으며 뮤직비디오는 디지페디가 제작하였다. 이후에 벚꽃 엔딩의 뮤직비디오에 PRODUCE 101에 출연한 강시라가 여주인공으로 출연했던 것이 화제가 되기도 했다.
이 노래를 작사, 작곡한 장범준은 훗날 이 노래가 만들어진 비하인드 스토리를 전하면서 본인이 이별한 뒤에 벚꽃이 빨리 졌으면 좋겠다는 생각을 가지고 쓴 노래라고 밝혔다. 벚꽃 엔딩은 3월 26일에 영등포의 타임스퀘어에서 열린 1집 발매 기념 쇼케이스와 기자간담회에서 처음으로 공개되었으며 각종 음악 방송 프로그램과 5월 4일부터 6일까지 열린 첫 콘서트인 '청춘 버스'를 통해 홍보되었다.

## 차트 성적
벚꽃 엔딩은 인디 밴드의 데뷔 앨범으로는 유례없는 성공을 거두었다. 발매 첫 날부터 각종 차트에서 1위에 올랐으며, 2012년 5월까지 200만 건이 넘는 총 다운로드 수를 기록하였고 발매 이후 6주 동안 가장 많이 다운로드 된 노래였다. 멜론 차트 기준으로 발매된 이후 발매 첫 주에는 차트 16위를 차지하였으며, 그 다음 2주 동안 차트 1위를 차지했으며, 5주차까지 차트 2위를 유지하였다. 이러한 성적은 월간 성적과 연간 성적으로도 이어졌는데, 4월 차트 1위, 5월 차트 2위를 기록하였고 2012년 연간 차트에서 3위를 차지하였다.
이러한 성적은 가온 차트에서도 이어졌다. 가온 차트에서는 발매 직후 3위를 차지하였고, 다음 2주동안 1위를 차지하였다. 2012년 연간 차트에서는 강남스타일의 뒤를 이어 2위를 차지하였으며 총 다운로드 수는 340만 건을 기록하였다. 이후 2013년 봄이 되자 차트 성적이 다시 상승해서 2013년 3월에 월간 2위를 기록하였고 연간 14위를 차지하였고 2013년에만 120만 건의 다운로드 수를 기록하였다. 2014년 3월에 벚꽃 엔딩은 차트에 다시 진입하여 월간 8위를 기록했으며 연간 차트는 111위를 차지하였다. 또한 2014년에만 70만 회 이상의 다운로드를 수를 기록하였다. 이러한 봄에 노래의 차트 순위가 올라가는 현상이 반복되자, 벚꽃 엔딩은 벚꽃 좀비나 벚꽃 연금과 같은 별명으로 불리게 되었다.
2015년 11월, 엠넷은 지난 9년 (2006년~2015년) 동안 벚꽃 엔딩이 가장 많이 다운로드되고 스트리밍 된 노래라고 발표하였다. 2016년 3월 기준으로 장범준이 벚꽃 엔딩으로 받은 저작권료는 46억 원에 달한다고 밝혀지기도 했다. 2017년 6월 기준으로 벚꽃 엔딩은 가온 차트가 출범한 이후 최초로 700만 건 이상의 다운로드를 기록한 노래가 되었다.

## 평가
박진영은 자신의 트위터에 "버스커버스커 음악을 들었다. 아름다워서 아프다. 덕분에 오늘 작업실에 박혀 실컷 음악을 만들었다. 아 아프고 행복하다"라며 극찬하였고 2PM의 우영은 벚꽃 엔딩을 들으면서 신선한 느낌을 받았다고 밝혔다. 음악 평론가 강태규는 벚꽃 엔딩이 봄을 대표하는 계절송으로 자리매김했기 때문에 벚꽃 엔딩을 대체할 만한 콘텐트가 나오지 않는 이상 벚꽃 엔딩의 인기는 계속될 거라고 분석하였다. 또한 평론가 이택광은 벚꽃 엔딩이 미학적으로 전형성을 획득했다고 분석하며 많은 사람이 가진 일반적인 감각을 통속적으로 표현해 특정 시기가 되면 생각나도록 심리적인 각인 효과를 줬다고 분석하였다. 빌보드는 2012년 K-POP Top 20곡에 벚꽃 엔딩을 포함시키면서 "버스커 버스커는 성공적인 데뷔를 통해 새롭고 달콤한 것을 선보이며 이 인디 밴드는 단순한 멜로디 위에 장범준의 카리스마 넘치는 보컬을 섞어서 놀라운 음악을 탄생시켰다"고 평가했다.
벚꽃 엔딩은 2012년 엠넷 아시아 뮤직 어워드에서 올해의 노래에 후보로 뽑혀 베스트 밴드 퍼포먼스 상을 수상하였다. 또한 가온 차트, 싸이월드 차트, 멜론 차트 등 각종 차트에서 2012년 4월 차트 1위를 차지하였다.
또한 벚꽃 엔딩은 '봄' 하면 떠오르는 노래에서 항상 상위권을 차지한다. 2016년과 2018년의 조사에서 모두 1위로 선정되었다.

## 차트
| 차트 (2012)          | 최고 순위 |
| -------------------- | --------- |
| 빌보드 K-Pop 핫 100  | 1         |
| 대한민국 (가온 차트) | 1         |

| 차트 (2013)          | 최고 순위 |
| -------------------- | --------- |
| 빌보드 K-Pop 핫 100  | 1         |
| 대한민국 (가온 차트) | 2         |

| 차트 (2014)          | 최고 순위 |
| -------------------- | --------- |
| 빌보드 K-Pop 핫 100  | 5         |
| 대한민국 (가온 차트) | 8         |

| 차트 (2015)          | 최고 순위 |
| -------------------- | --------- |
| 대한민국 (가온 차트) | 13        |

| 차트 (2016)          | 최고 순위 |
| -------------------- | --------- |
| 대한민국 (가온 차트) | 16        |

| 차트 (2012)          | 순위 |
| -------------------- | ---- |
| 빌보드 K-Pop 핫 100  | 7    |
| 대한민국 (가온 차트) | 2    |

| 차트 (2013)          | 순위 |
| -------------------- | ---- |
| 빌보드 K-Pop 핫 100  | 21   |
| 대한민국 (가온 차트) | 14   |

| 차트 (2014)          | 순위 |
| -------------------- | ---- |
| 대한민국 (가온 차트) | 111  |

| 차트 (2015)          | 순위 |
| -------------------- | ---- |
| 대한민국 (가온 차트) | 99   |

| 국가                 | 판매량    |
| -------------------- | --------- |
| 대한민국 (가온 차트) | 7,083,628 |

## 수상

### 연간 뮤직 어워드
| 연도   | 수상                            | 종류                 | 노래      | 결과 |
| ------ | ------------------------------- | -------------------- | --------- | ---- |
| 2012년 | 싸이월드 디지털 뮤직 어워드 7회 | 이 달의 노래 - 4월   | 벚꽃 엔딩 | 수상 |
| 2012년 | 엠넷 아시안 뮤직 어워드 14회    | 올해의 노래상        | 벚꽃 엔딩 | 후보 |
| 2012년 | 엠넷 아시안 뮤직 어워드 14회    | 베스트 밴드 퍼포먼스 | 벚꽃 엔딩 | 수상 |
| 2012년 | 가온차트 뮤직 어워드 2회        | 이 달의 노래 - 4월   | 벚꽃 엔딩 | 수상 |

### 음악 프로그램
| 노래      | 프로그램            | 날짜            |
| --------- | ------------------- | --------------- |
| 벚꽃 엔딩 | 엠카운트다운 (엠넷) | 2012년 4월 12일 |